# Dirfys-Messapia
Dirfys-Messapia (tiếng Hy Lạp: ?) là một khu tự quản ở vùng Trung Hy Lạp, Hy Lạp. Khu tự quản Dirfys-Messapia có diện tích 777 km², dân số theo điều tra ngày 18 tháng 3 năm 2001 là 19443 người.